# شهرستان ابیمنام
شهرستان ابیمنام (به لاتین: Abiemnom County) در سودان جنوبی با جمعیت ۵۳٬۰۲۲ نفر است که در unity state واقع شده‌است.